# Bruncuteula
Bruncu Tèula o Bruncutèula (pronuncia Brunch'e d̠éula) è un villaggio costiero della sub-regione storico-geografica del Sulcis, suddiviso amministrativamente tra i comuni di Portoscuso e di San Giovanni Suergiu dei quali è frazione. 

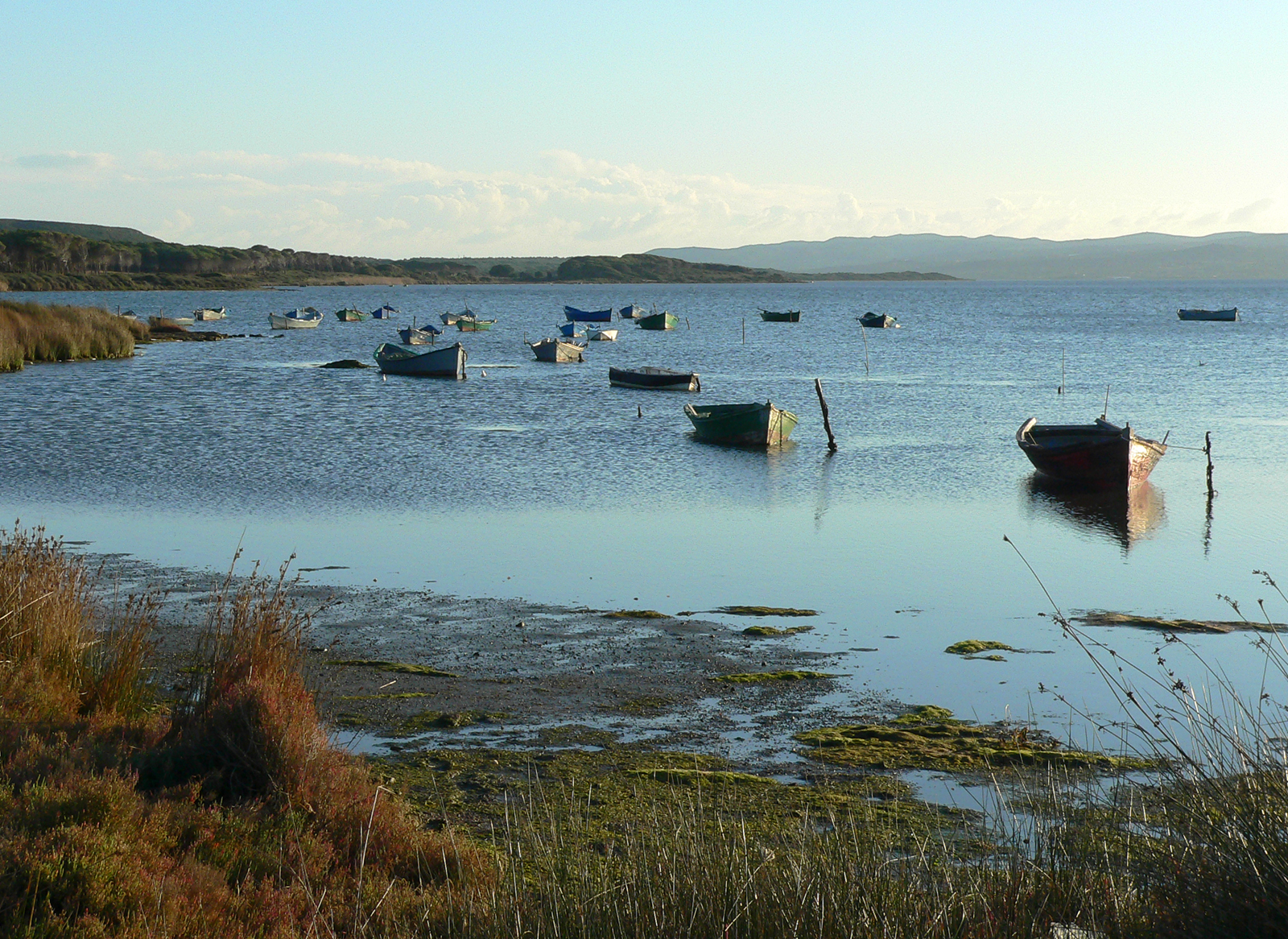
Laguna a Bruncuteula

## L'abitato
Il toponimo identifica il villaggio di pescatori-agricoltori-pastori sorto nella piana compresa tra gli abitati di Paringianu (comune di Portoscuso) e Matzaccara (comune di San Giovanni Suergiu), a pochi metri dal mare, dove si vuole esistesse un antico porto ormai interrato. Per estensione lo stesso toponimo è riferito anche al comprensorio circostante a ridosso della laguna sulcitana diviso tra le municipalità di Portoscuso (area nord) e San Giovanni Suergiu (area meridionale).
La frazione facente capo al Comune di Portoscuso (25 abitanti) si sviluppa completamente nel villaggio vecchio. Qui sono ancora visibili le caratteristiche casette basse con muratura di pietra viva locale e tetto di coppi rossi. La frazione pertinente al comune di San Giovanni Suergiu è costituita perlopiù da abitazioni recenti sparse nell'area in prossimità dell'incrocio tra gli assi stradali Flumentepido-Bruncuteula e Paringianu-Matzaccara.

## Il territorio
Il territorio di Bruncu Teula (con quelli limitrofi dei vicini paesi di Paringianu a nord e Matzaccara a sud) offre la presenza di ambienti marini, lagunari, e palustri inseriti in un contesto di pinete, fitta macchia mediterranea e gariga, caratterizzati da emergenze di sicuro interesse ambientale:
- dune sabbiose di Punt'e S'Aliga (Paringianu)
- campi paludosi di  Su Stangioni (Paringianu)
- foce del rio Flumentepido (Paringianu)
- laguna di Boi Cerbus
- stagno 'e Forru
- laguna sulcitana
- spiaggia e pineta di Corongiuàli (Matzaccara).

### La peschiera di Boi Cerbus
Percorrendo poche centinaia di metri lungo il tratturo che costeggia la laguna alla destra del villaggio, o raggiungendo la foce artificiale del rio Flumentepido sulle sterrate che partono dal ponte situato all'ingresso di Paringianu, si raggiunge una peschiera molto antica, nata insieme al casale e ancora attiva, che sfrutta lo specchio d'acqua dello stagno di Boi Cerbus.
Si tratta di un'ampia valle di pesca originatasi alla foce naturale del rio Flumentepido, delimitata a ponente dal cordone dunale di Sa Punt' e S'Aliga che a nord della peschiera confina con un altro specchio d'acqua, più piccolo, chiamato Su Mari Segau, la cui estensione è resa variabile dalle maree. Lo stretto collegamento tra questo stagno e la peschiera ha preso il nome di Su passu de Boi Cerbus. 
Nella sua parte meridionale la peschiera ha un ampio fronte confinante con la laguna segnato dai caratteristici sèrrusu installati lungo tutto il fronte di contatto a fare da barriera affinché il pesce non fugga in mare aperto. Al suo interno si pescano anguille, muggini, arselle e bocconi che grazie ai bassi fondali qui trovano acque con salinità e temperatura per loro ottimali.
I serrusu, le acque basse e la casupola dei pescatori, le barche alla fonda e il volo di numerose specie di uccelli, tra cui fenicotteri, garzette, aironi cenerini, cormorani e marangoni da ciuffo, rendono il luogo particolarmente suggestivo e molto interessante dal punto di vista ambientale e naturalistico.
L'area della peschiera è interamente compresa nel territorio comunale di Portoscuso.